# Józef Modelski
Józef Wiesław Modelski (ur. 25 marca 1949 w Kawnicach) – polski inżynier elektronik, profesor nauk technicznych, wykładowca akademicki Politechniki Warszawskiej, dyrektor Instytutu Radioelektroniki PW, członek Fellow IEEE, członek rzeczywisty Polskiej Akademii Nauk od 2020. 

## Życiorys
Urodził się w Kawnicach w Wielkopolsce. Ukończył I Liceum im. Tadeusza Kościuszki w Koninie. Następnie podjął studia na Wydziale Elektroniki Politechniki Warszawskiej, które ukończył w 1973. W tym samym roku podjął pracę jako asystent w Instytucie Radioelektroniki tego samego Wydziału. W 1978 obronił z wyróżnieniem doktorat na podstawie pracy pt. Metoda projektowania mikrofalowego analogowego przesuwnika fazy w zadanym paśmie częstotliwości i przeszedł na stanowisko adiunkta. Habilitację uzyskał w 1987. Przez kolejne trzy lata pracował jako docent, później jako profesor nadzwyczajny, a od 2002 jako profesor zwyczajny. Tytuł profesora uzyskał w 1994. Od 1996 pełni funkcję dyrektora Instytutu Radioelektroniki PW. W Instytucie Radioelektroniki PW pełnił też funkcje kierownika Zakładów: w latach 1988–2000 Zakładu Telewizji, a w latach 2003–2008 Zakładu Radiokomunikacji. Prowadzi aktywną współpracę międzynarodową. W latach 1976–1977 jako stypendysta Fulbrighta odbył roczny staż w USA, między innymi w Cornell University oraz University of Texas at Austin. W 1985 przez pół roku przebywał na stypendium DAAD w Technische Universität Braunschweig. Jest członkiem Institute of Electrical and Electronics Engineers (IEEE), od 2001 w stopniu Fellow. W latach 2009–2010 pełnił funkcję dyrektora Regionu 8 IEEE.
Od 2007 jest członkiem korespondentem PAN, a od 2020 – członkiem rzeczywistym. Od 1990 jest członkiem Komitetu Elektroniki i Telekomunikacji PAN, a od 2007 do 2015 pełnił funkcję przewodniczącego tego Komitetu. W kadencji 2020–2023 wybrany członkiem prezydium tegoż komitetu. Jest też członkiem Komitetu Badań Kosmicznych i Satelitarnych PAN oraz członkiem Rady Naukowej Centrum Badań Kosmicznych PAN.
Obszar jego zainteresowań naukowych to między innymi zagadnienia radiokomunikacji, techniki mikrofalowej i antenowej, łączności satelitarnej, telewizji kablowej, a także mikrofalowych półprzewodnikowych modulatorów i przesuwników fazy, rezonatorów dielektrycznych i ich zastosowania w miernictwie parametrów materiałów mikrofalowych. Jest autorem lub współautorem ponad 300 publikacji naukowych, 7 monografii i podręczników oraz 9 patentów. Wypromował 19 doktorów nauk.
Laureat wielu nagród i wyróżnień. W 2011 godność doktora honoris causa nadała mu Wojskowa Akademia Techniczna, a w 2014 Politechnika Łódzka. Kilkukrotnie nagradzany przez Ministra Nauki i Szkolnictwa Wyższego i Techniki (1979, 1981, 1989), Ministra Edukacji Narodowej (1991, 1995), Ministra Łączności oraz Sekretarza Wydziału IV PAN. Odznaczony Krzyżem Kawalerskim Orderu Odrodzenia Polski, Medalem Komisji Edukacji Narodowej, Złotym Krzyżem Zasługi oraz Złotym Medalem „Za zasługi dla Obronności Kraju”.